# Ljudsko oko
Oko je organ mnogih životinja i čovjeka koji služi pretvaranju svjetlosti u živčane impulse. 
Ljudsko oko je parni organ koji djeluje slično fotoaparatima i kamerama: prozirni prednji dijelovi oka lome zrake svjetlosti projicirajući umanjenu i obrnutu sliku na fotosenzitivnu mrežnicu gdje se u specijaliziranim živčanim stanicama obavlja pretvorba u električne živčane impulse. Oko je najvažnije ljudsko osjetilo jer njime primamo 90% svih informacija iz okoline. Omogućuje svjesnu percepciju svjetla, vid, koji, među inim, omogućava razlikovanje boja i percepciju dubine. Ljudsko oko ima vidni kut od 200˚ i može razlikovati 10 milijuna nijansi boja.
Svako oko pokreće po tri para očnih mišića: dva para ravnih, i jedan par kosih mišića. Očna jabučica je pokretljiva oko sve tri osi, poput kardanskog zgloba. 
Očna jabučica ima tri ovojnice. Vanjsku čine bjeličasto-poluprozirna bjeloočnica i prozirna rožnicu. Bjeloočnica daje oku stanovitu čvrstoću i oblik. Na nju se pripajaju vanjski očni mišići (druga njihova hvatišta su na stijenkama očne šupljine: ravnih i donjeg kosog na vezivnom prstenu oko optičkog živca u vrhu očne šupljine, dok se gornji kosi mišić pripaja na gornju koštanu stijenku očne šupljine).
Dublje od bjeloočnice je srednja očna ovojnica ili uvea, koju čine žilnica, šarenica i cilijarno tijelo. Ona je prokrvljena mnogim krvnim žilama. Žilnica sadrži pigment koji sprečava prodiranje svjetlosti u očnu jabučicu na bilo kom mjestu osim zjenice. 
Boja šarenice ovisi o količini pigmenta: što je više pigmenta, to je oko tamnije: najviše pigmenta sadrže tamnosmeđe šarenice, potom svijetlosmeđe, zelene, a najmanje pigmenta imaju plave šarenice. Albino ljudi u očima nemaju pigmenta i šarenice su im prozirne, pa nam se zbog odraza svjetlosti s krvnih žila šarenice, žilnice i mrežnice čini da su im šarenice sivkastoružičaste.
Unutarnji sloj očne jabučice čini mrežnica koja ima dva dijela: optički i slijepi. Mrežnica je poluprozirna membrana sastavljena od četrdesetak vrsta živčanih stanica. Dio mrežnice odgovoran za oštrinu vida je žuta pjega. Žuta pjega je središnji dio mrežnice gdje su živčane stanice najgušće raspoređene. Pored žute pjege nalazi se početak vidnog živca koji je neosjetljiv na svjetlo, pa se njegova projekcija u vidnom polju naziva slijepa pjega.
Sadržaj očne jabučice čine očna vodica, očna leća i staklasto tijelo.

## Dinamički raspon
Mrežnica ima statički omjer kontrasta otprilike 100:1. Čim se oko pomakne (sakade) ona uskladi izloženost kemijski te ujedno prilagođavanjem rožnice. Početnoj prilagodbi u stalnom, neprekinutom mraku potrebno je otprilike 4 sekunde. Potpuna prilagodba pomoću kemijske prilagodbe rožnice (Purkinjeov efekt) većinom završava u prvih 30 minuta. 
Stoga, dinamički omjer kontrasta od otprilike 1.000.000:1 je moguć. Proces je nelinearan, zato svaki prekid svjetlom započinje novu prilagodbu. Dobra adaptacija ovisi o dobrom protoku krvi; stoga prilagodba u mraku može biti poremećena lošom cirkulacijom, te vazokonstriktorima poput alkohola ili duhana. 
Oko uključuje leću ne toliko drugačiju od onih koje nalazimo u optičkim instrumentima poput kamera, i zato se ista načela mogu upotrijebiti. Zjenica oka je njegova apertura,a ograničava je šarenica. 
Refrakcija u rožnici omogućuje da se apertura (zjenični otvor) jako malo razlikuje od pravog dijametra zjenice. Ulaz zjenice ima obično promjer od 4 mm, iako mu je raspon od 2 mm u svijetloj prostoriji do 8 mm u mraku.

## Iritacija oka
Iritacija oka je čest problem koji doživljavaju ljudi svih dobnih skupina. Postoje različiti uzroci od kojih se neki mogu spriječiti i adekvatno liječiti. Međutim, da bi se donijelo mjere opreza, važno je imati osnovno znanje o tome što su očni iritansi i gdje se u našoj okolini mogu pronaći. U studiji koju je proveo NOISH, istražena je učestalost simptoma u industrijskoj regiji. Rezultati studije su pokazali da je iritacija oka najučestaliji simptom u industrijskoj regiji, od 81%. Rad u uredima s upotrebom uredske opreme podiglo je sumnju na štetan zdravstveni učinak. Od 1970-ih kožni, sluznički i opći simptomi povezuju se s print-papirom. Emisija različitih ispušnih i hlapljivih tvari, ponuđena je kao poseban uzrok. Ovi simptomi vežu se za Sindrom Bolesne Zgrade, koji uključuje simptome poput iritacije oka, kože, gornjih dišnih puteva, glavobolje i umora. 
Mnogi simptomi opisani u „sindromu bolesne zgrade“ i multiple kemijske osjetljivosti slični su simptomima koje izaziva pelud. Uzastopno je mjerenje primijenjeno u studiji akutnih simptoma oka i dišnog sustava izazvane iritacijom kod profesionalne izloženosti natrijevom boratu. Procjena simptoma kod 79 izloženih i 27 neizloženih osoba obuhvaćalo je intervjue prije početka smjene, te u regularnim intervalima svakih 6 sati, 4 dana uzastopce. Izloženost je istovremeno praćena s monitorom zasićensoti zraka. Korištena su dva različita profila izložensoti, dnevni prosjek i kratki(15min)prosjek. Rezultati su procijenjeni povezivanjem incidencije za svaki simptom s kategorijom izloženosti. Akutna iritacija nosa, oka, grla te kašalj i nedostatak zraka povezuju se s povišenom razinom izloženosti u oba slučaja. Slabiji odgovor na izloženost je uočen kad su korištene koncentracije u kraćim periodima. Rezulati su također pokazali da su pušači manje osjetljivi na izloženost natrijeva borata u zraku.

## Kretnje oka
Vidni sustav mozga je prespor da bi obradio informacije ako slike prolaze ispred mrežnice za više od nekoliko stupnjeva u sekundi. Stoga, da bi ljudi vidjeli dok se kreću, mozak mora kompenzirati pokrete glave kretnjama očiju. Još jedna komplikacija je stvaranje vidne oštrine u uskom vidnom polju. To područje zove se fovea, a pokriva otprilike 2 stupnja vidnog kuta kod ljudi. Za jasan pogled na svijet, mozak mora okrenuti oči tako da se slika objekta koji želimo vidjeti nalazi u fovei. Očni pokreti su stoga vrlo važni za vidnu percepciju, i svaki neuspjeh u njihovoj korekciji može dovesti do ozbiljnih vidnih poremećaja. 
2 oka dodatna su komplikacija, jer mozak mora oba oka usmjeriti dovoljno pravilno da objekt koji želimo vidjeti pada podjednako na obje mrežnice; inače se javljaju dvoslike. Pokreti različitih dijelova tijela kontroliraju napeti mišići oko zglobova. Pokreti oka nisu iznimka, ali imaju posebne prednosti koje skeletni mišići i zglobovi nemaju, pa su stoga i različiti.

## Vanjski mišići oka
Svako oko ima 6 mišića koji kontroliraju njegove pokrete:lateralni ravni, medijalni ravni, donji ravni, gornji ravni, donji kosi i gornji kosi. Kada mišići vrše različite kretnje, obrtna sila omogućuje okret, skoro čistu rotaciju, s jednim milimetrom translacije. Stoga, možemo zamisliti da se oko rotira oko jedne točke koja se nalazi u centru oka. 

### Brzi očni pokreti
Brzi očni pokreti, skraćeno REM (rapid eye movement), odnose se na stadij sna tijekom kojeg se javljaju snovi. U ovoj fazi oči se brzo pomiču. To nije zaseban oblik očnog pokreta.

### Sakade
Sakade su brzi, simultani pokreti oba oka u istom smjeru koje kontrolira frontalni režanj mozga. Neka nepravilna skretanja, pokreti manji od kaskade i veci od mikroskopskih, sežu do 6 lučnih minuta.

### Mikrosakade
Čak i kada se koncentriramo i gledamo u jednu točku, oko skreće. To omogućuje da individualne fotosenzitivne stanice budu stalno stimulirane u različitim stupnjevima. Bez promjene dovođenja, ove stanice bi prestale izdavati. Mikrosakade pomiču oko za 0,2 stupnja u odraslih, i ne više.

### Vestibulo-okularni refleks
Vestibulo-okularni refleks je refleks oka koji stabilizira slike na mrežnici dok se glava pomiče, stvarajući očni pokret u smjeru obrnutom od pokreta glave, i tako se sačuva slika u centru vidnog polja. Na primjer, kada se glava okreće u desno, oči se kreću u lijevo, i obrnuto.

### Glatki pokreti praćenja
Oči također mogu pratiti pokretni objekt. Ovo praćenje je manje točno od vestibulo-okularnog refleksa, jer je potrebno da mozak obradi ulazne informacije, te da izdaje povratne informacije. Praćenje objekta konstantnom brzinom je relativno lagano, iako će oči često činiti sakade da bi sustigli pokret. Glatki pokreti praćenja u odraslih mogu dostići i 100˚/s. Puno je teže pratiti pokret u uvjetima slabog svjetla ili prilikom kretanja, osim ako ne postoji druga točka refrence za određivanje brzine.

### Optokinetički refleks
Optokinetički refleks je kombinacija sakada i glatkih pokreta praćenja. Kada, na primjer, gledamo kroz prozor vlaka koji se kreće, oči se mogu fokusirati na 'pokretni' vlak na kratko vrijeme (pomoću pokreta praćenja), dok vlak ne nestane iz vidnog polja. U tom trenutku se uključuje optokinetički refleks i vraća oči na točku gdje je prvi put viđen vlak (pomoću sakade).

### Vergentni pokreti
Kad se stvara binokularna slika objekta, oči moraju rotirati oko vertikalne osi kako bi projekcija slike bila u centrima retine oba oka. Da bismo gledali objekt izbliza, oči se rotiraju jedna prema drugoj (konvergencija), dok se za gledanje objekta na daljinu rotiraju jedna od druge (divergencija). Pretjerana konvergencija naziva se 'gledanje u križ' (npr. fokusiranje pogleda na vrh nosa). Kada se gleda u daljinu ili kada se 'zagledamo u ništa', oči niti konvergiraju niti divergiraju. Vergentni pokreti su usko povezani s akomodacijom oka. U normalnim okolnostima, promjenom fokusa zbog gledanja objekta na različitoj udaljenosti, oči će automatski uzrokovati vergenciju i akomodaciju.

## Starosne promjene oka
Postoje mnoge bolesti, poremećaji i karakteristične staračke promjene koje pogađaju oči i okolne strukture. Neke promjene na oku isključivo su posljedica starenja, a također se sa starenjem kvaliteta vida smanjuje čak i kad nema nikakvih očnih bolesti. Starosne anatomske i funkcionalne promjene na oku javljaju se veoma postupno. 
Funkcionalno najvažnije starosne promjene su smanjenje veličine zjenice i nemogućnost akomodacije (staračka dalekovidnost ili presbiopija). Površina zjenice utječe na količinu svjetlosti koja doseže mrežnicu. Zjenica s godinama postaje uža, i teže se širi, pa zbog toga na mrežnicu s godinama pada sve manje svjetla. U usporedbi s vidom mladih ljudi, stariji ljudi vide na jakoj svjetlosti približno onako kako mladi vide kad nose srednje zatamnjene sunčane naočale, a pri slabijoj svjetlosti vide kao kad mladi gledaju kroz izuzetno tamne naočale. Zbog toga starim ljudima za obavljanje vidnih zadataka koje zahtijevaju osvjetljenje treba mnogo više svjetlosti nego mladima. 
Sa starenjem se na periferiji rožnice razvija bjelkasti prsten koji se naziva gerontokson ili arcus senilis. Radi se o taloženju sitnih kapljica masti u stromu rožnice. Starenje uzrokuje slabljenje i spuštanje kapaka, te atrofiju, a ponekad i prolaps orbitalnog masnog tkiva kroz oslabljeni orbitalni septum. Te promjene pridonose etiologiji različitih poremećaja kapaka kao što su ektropij, entropij, dermatohalaza i ptoza gornjeg kapka. 
U staklastom tijelu dolazi do likvefakcije, kondenziranja kolagenskih vlakanaca staklovine praćenog viđenjem "mušica", te odljepljenja stražnje staklovinske membrane.

## Vanjske poveznice
|  | Zajednički poslužitelj ima stranicu o temi Ljudsko oko    |
|  | Zajednički poslužitelj ima još gradiva o temi Ljudsko oko |